# Карницкая, Нина Андреевна
Нина Андреевна Карницкая (5 мая 1906, Киев — 21 августа 1983, Новосибирск) — советский композитор, Заслуженный деятель искусств Северо-Осетинской АССР (1966). Дочь педиатра А. О. Карницкого.
В молодости была дружна с Лидией Ивановой, дочерью Вячеслава Иванова. Короткое время была замужем за филологом Фёдором Николаевичем Барановским (1897—?).
В 1929 году Карницкая окончила Азербайджанскую государственную консерваторию по классу композиции Бориса Карагичева, в 1931 году же — по классу фортепиано М. Л. Пресмана.
С 1926 года по 1938 год преподавала теоретические предметы в музыкальном техникуме и музыкальном училище, а с 1938 по 1948 год — в Азербайджанской консерватории. С 1929 по 1932 год являлась композитором ТРАМа, а с 1932 по 1940 год — Театра русской драмы в Баку. В Азербайджане Карницкая написала симфонию «Апшерон», концертную фантазию «Аршин мал Алан» (материалом послужили мелодии оперетты «Аршин мал алан» Узеира Гаджибекова), занималась обработкой азербайджанских народных песен.
С 1948 по 1961 год была преподавателем, заведующей общим отделом и специальным теоретическим отделом музыкального училища в городе Орджоникидзе. С 1975 года жила в Новосибирске. Скончалась в этом же городе 21 августа 1983 года. Похоронена на Заельцовском кладбище (квартал 41н).

## Сочинения
- Для симфонического оркестра
  - Симфония (1942),
  - Поэма На берегах Гизельдона (1952),
  - Элегия памяти Коста Хетагурова (1954),
  - Картинки осетинского колхоза (1959),
  - Поэма Родная Осетия (1960),
  - Увертюра Дружба (1969);
- Для фортепиано и симфонического оркестра — концерты: I (1960), II (1975);
- Для скрипки, фортепиано и симфонического оркестра — Концерт (1962);
- Для скрипки и симфонического оркестра
  - Поэма (1947),
  - Этюды: Азербайджанский (1947), Осетинский (1952);
- Для голоса и симфонического оркестра — 2 вокальные поэмы (слова И. Дзахова, 1968);
- Для струнного оркестра — Симфониетта (1947);
- Для оркестра народных инструментов
  - Фантазия на осетинские темы (1951),
  - Ноктюрн, Танец, Марш (1953),
  - Увертюра Ленину (1970),
  - Весенняя сюита (1974);
- Для скрипки и фортепиано
  - Сюита За полярным кругом (1938),
  - Концертные фантазии на темы опер Узеира Гаджибекова «Аршин мал алан» (1939), Муслима Магомаева «Шах Исмаил» (1946),
  - Осетинские танцы (1965),
- Сонаты: I (1950), II (1968), III (1969);
- Для ансамбля скрипок — Маленькая легенда (1959);
- Для виолончели и фортепиано — Соната-поэма (1966);
- Для тромбона и фортепиано — Ария (1966), Танецнартов (1966);
- Для гобоя и фортепиано — Лирическая поэма (1948);
- Для фортепиано — сонаты: I (1954), II (1967), III (1971), циклы: Маленькие сказки (1957), Этюды-картины (1966), Азербайджанские песни (1968), 12 прелюдий и фуг (1976), сюиты: I (1960), II (1967);
- Для голоса и фортепиано — Баллада о комсомолке (сл. И. Гуржибековой, 1968), Баллада Ленин у горцев (сл. И. Гуржибековой, 1970), романсы: Нищий, Русалка (сл. М. Лермонтова, 1940), Дочери (сл. В. Тушновой, 1946), Леший (сл. В. Брюсова, 1948), песни на сл. Г. Кайтукова, М. Басиева и др.;
- Музыка к драматическим спектаклям.